# Lasiurus castaneus
Lasiurus castaneus es una especie de murciélago de la familia Vespertilionidae.

## Distribución geográfica
Se encuentra en Colombia, Costa Rica y Panamá.